# Kwestie van geduld
Kwestie van geduld is een Nederlandse romantische komedie uit 2022 geregisseerd door Ruud Schuurman. De film ging op 20 oktober 2022 in première.

## Verhaal
De film volgt chef-kok Monica die haar geboortedorp, het Limburgse Gulpen, heeft verruild voor het drukke Amsterdam om haar droom als chef-kok achterna te gaan. Als ze samen met haar partner daar een nieuw restaurant wil openen moet ze noodgedwongen terug naar haar geboortedorp om de laatste banden definitief door te snijden. In het dorp staat ze al snel oog in oog met haar jeugdliefde waardoor Monica begint te twijfelen of haar toekomst wel echt in de grote stad ligt met haar huidige partner.

## Rolverdeling
| acteur               | personage             |
| -------------------- | --------------------- |
| Barbara Sloesen      | Monica Killaars       |
| Manuel Broekman      | Bastiaan van der Wal  |
| Frans Dam            | Sjeffie Janssen       |
| Bianca Krijgsman     | tante Liesbeth        |
| Juliette van Ardenne | Nicole Dings          |
| Melissa Drost        | Jeanne Bartels        |
| Huub Smit            | Willy Cordang         |
| Florence Vos Weeda   | Renée van Wegen       |
| Genelva Krind        | Gaby Fernandez        |
| Peggy Vrijens        | Petra Thuyles         |
| Patrick Martens      | barman Twan           |
| Lex Uiting           | zanger                |
| Juna de Leeuw        | jonge Monica Killaars |
| Rein van Duivenboden | jonge Sjeffie Jansen  |

## Achtergrond
In maart 2021 werd de film aangekondigd met actrice Barbara Sloesen in de hoofdrol en met Ruud Schuurman als regisseur. De opnames gingen diezelfde maand van start en liepen door tot april 2021.
Kwestie van geduld ging op 20 oktober 2022 in première. Na een klein half jaar later, op 6 april 2023, maakte de film zijn debuut op streamingdienst Netflix. De film was hier een succes en kwam in zijn eerste week terecht op de eerste plek van best bekeken films op Netflix.

## Trivia
- Zangeres Roxeanne Hazes en de Limburgse band Rowwen Hèze verzorgde samen de titelsong voor de film.[6]